# Mitja Nikolić
Mitja Nikolić Smrdelj (* 24. Februar 1991 in Postojna) ist ein slowenischer Basketballspieler.  Nikolić wurde bei den führenden Vereinen Union Olimpija und Slovan in der Hauptstadt Ljubljana an seine Karriere herangeführt, konnte sich aber erst nach einer Auslandsstation im tschechischen Prag endgültig durchsetzen und zum Nationalspieler und Teilnehmer der EM-Endrunde 2015 werden. Seit 2015 spielt er wieder für den slowenischen Rekordmeister KK Union Olimpija in Ljubljana. Sein Vater David ist nach einer professionellen Karriere als Spieler Basketballtrainer und sein vier Jahre jüngerer Bruder Aleksej ist ebenfalls ein professioneller Basketballspieler und Nationalspieler.

## Karriere
Ab dem Alter von 15 Jahren spielte Nikolić in der Hauptstadt Ljubljana abwechselnd für die in der Stadt führenden Vereine Union Olimpija und Slovan. 2009 verließ er die Hauptstadt und spielte für den KK Zlatorog in Laško, der jedoch seine besten Zeiten mit Teilnahmen an der ABA-Liga bereits hinter sich hatte. 2010 reichte es zum Einzug ins nationale Pokalfinale, das gegen Titelverteidiger Olimpija verloren ging. Anschließend schied man dreimal hintereinander im Play-off-Halbfinale um die nationale Meisterschaft aus. Nach vier Jahren wechselte Nikolić schließlich 2013 zum Klub aus Rogaška Slatina, der seit 2011 wieder erstklassig spielte. Mit diesem Verein konnte er sich erstmals seit dem Wiederaufstieg für die auf acht Teilnehmer erweiterten Play-offs qualifizieren, in denen man in der ersten Runde gegen den KK Helios Domžale ausschied. Anschließend wechselte Nikolić erstmals ins Ausland und spielte in der Saison 2014/15 für den tschechischen Traditionsverein USK Slavia in Prag, der zweimal in Folge die Meisterschaftsendrunde verpasst und sich von seinem langjährigen Trainer Ken Scalabroni getrennt hatte. Unter dem neuen Trainer lief es aber auch nicht besser und der USK erreichte nur den vorletzten Tabellenplatz der Hauptrunde der Národní basketbalová liga. Trotz des mäßigen Abschneidens seiner Mannschaft galt Nikolić als einer besten europäisch-stämmigen Legionäre der Liga und konnte sich auf diese Weise auch für die Nationalmannschaft seiner Heimat wieder interessant machen.
Nachdem Nikolić zunächst in fast allen Nachwuchs-Auswahlmannschaften Sloweniens gespielt hatte, ohne dass er mit diesen Mannschaften besondere Erfolge bei Endrunden um die Europameisterschaften (EM) erreicht hätte, nominierte ihn Nationaltrainer Jurij Zdovc erstmals 2015 auch für einen Endrundenkader bei den Herren, nachdem er ein Jahr zuvor bereits Nikolić’ vier Jahre jüngeren Bruder Aleksej mit zur WM-Endrunde 2014 mitgenommen hatte. Mit Mitja Nikolić, aber ohne Aleksej und insbesondere Goran Dragić erreichte die slowenische Herrenauswahl bei der EM-Endrunde 2015 zwar das Achtelfinale, das jedoch dann gegen Lettland verloren ging. Für die Saison 2015/16 kehrte Mitja Nikolić in seine Heimat zurück und spielt in Ljubljana für Rekordmeister KK Union Olimpija, der zuvor bereits in der ersten Play-off-Runde gescheitert war und erstmals seit 2000 nicht die Finalserie um die slowenische Meisterschaft erreicht hatte. Trotzdem startet Olimpija neben der ABA-Liga auch im Eurocup 2015/16.